# Agnieszka Sitek
Agnieszka Sitek (sinh ngày 8 tháng 7 năm 1973 tại Łódź) là một diễn viên điện ảnh, diễn viên truyền hình và diễn viên sân khấu người Ba Lan.

## Tiểu sử
Agnieszka Sitek sinh ngày 8 tháng 7 năm 1973 tại Łódź. Cô tốt nghiệp Trường Trung học Bolesław Prus số 21 ở Łódź. Năm 1996, cô tốt nghiệp Học viện nghệ thuật sân khấu quốc gia Aleksander Zelwerowicz ở Warsaw. Agnieszka Sitek từng làm việc tại các nhà hát ở Bydgoszcz và Nhà hát Hài kịch ở Warsaw. Vai diễn nổi bật nhất của cô là trong bộ phim Sekal Has to Die công chiếu năm 1998 của đạo diễn Vladimír Michálek. Năm 1999, Agnieszka Sitek vinh dự nhận Giải Sư tử Séc ở hạng mục Nữ diễn viên phụ xuất sắc nhất được trao bởi Viện Hàn lâm Điện ảnh và Truyền hình Cộng hòa Séc. Cô cũng được đề cử cho Giải thưởng Điện ảnh Ba Lan. Năm 2002, Agnieszka Sitek đóng vai Izabela, em gái của Frederic Chopin trong phim Chopin: Desire for Love. Trong các năm 2000-2008, cô hợp tác với Nhà hát Ochota ở Warsaw. Agnieszka Sitek cũng là một trong những người đồng sáng lập Hiệp hội Teatr tm.

## Thành tích nghệ thuật
- 1997-2001: Złotopolscy trong vai Weronika Gabriel
- 1997: Sztos trong vai Barbara
- 1997: Sława i chwała trong vai Helena Gołąbkówna (tập 5-7)
- 1997: Pokój 107
- 1997: Dom trong vai Bạn của Beata (tập 17-18)
- 1998: Sekal Has to Die trong vai Agnieszka
- 1999: Wrota Europy trong vai Ira
- 2002: The Hexer trong vai Adela (tập 2)
- 2002: Chopin: Desire for Love trong vai Izabela Chopin, em gái của Frederic[6]
- 2013: Prawo Agaty trong vai Iwona Rydlewska (tập 53)
- 2015: Na dobre i na złe trong vai Janina (tập 592)